# الكحن (المضاربة والعارة)

تعديل مصدري - تعديل

الكحن هي إحدى قرى عزلة المضاربة بمديرية المضاربة والعارة التابعة لمحافظة لحج، بلغ تعداد سكانها 54 نسمة حسب تعداد اليمن لعام 2004.